# Kombiu
Kombiu oder Mount Kombiu (in der deutschen Kolonialzeit Mutterberg oder schlicht Mutter, englisch: Mount Mother, genannt) ist ein zur Zeit inaktiver Vulkan nahe der Stadt Rabaul im äußersten Nordosten der zu Papua-Neuguinea gehörenden Insel Neubritannien.
Der Kombiu liegt in einer generell vulkanisch sehr aktiven Region und ist einer von mehreren Vulkanen auf der sog. Krater-Halbinsel (englisch: Crater Peninsula), die wiederum Teil der Gazelle-Halbinsel ist. Der Kombiu liegt an der Ostküste der Halbinsel.

## Lage
In unmittelbarer Nähe zu dem dicht bewaldeten Vulkan liegen die weiteren Vulkane der Krater-Halbinsel, so der Rabalanakaia Krater in unmittelbarer Nähe westlich des Kombiu, der Tavurvur und der Turanguna (ehemals Südtochter) etwa fünf Kilometer südlich und etwa sechs Kilometer nordwestlich liegt dann noch der Toyanumbatir (ehemals Nordtochter).

## Aktivität

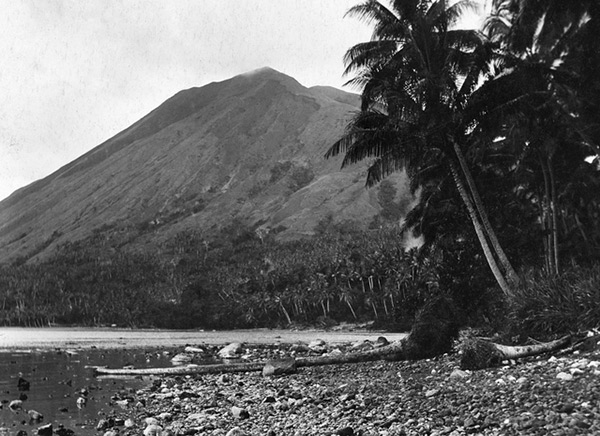
Blick von Nodup südlich auf den Mount Mother, 1915

Bei einem Ausbruch der Mutter entstand im Februar 1878 der heute bekannteste Vulkan der Region, der Tavurvur (früher Ghaie). Außerdem entstand bei diesem Ausbruch auch die sogenannte „Vulkaninsel“ nordwestlich der damaligen Insel Matupi. Während erneuter Aktivität der „Mutter“ im Mai 1937 wurden sowohl dieses Eiland als auch Matupi gehoben und letzteres durch eine ebenfalls gehobene Landzunge mit dem Festland verbunden. Laut mündlichen Berichten der Urbevölkerung geht ebenso das Entstehen Matupis auf einen Ausbruch der „Mutter“ im 19. Jahrhundert zurück.